# الاتحاد الدولي للسكك الحديدية

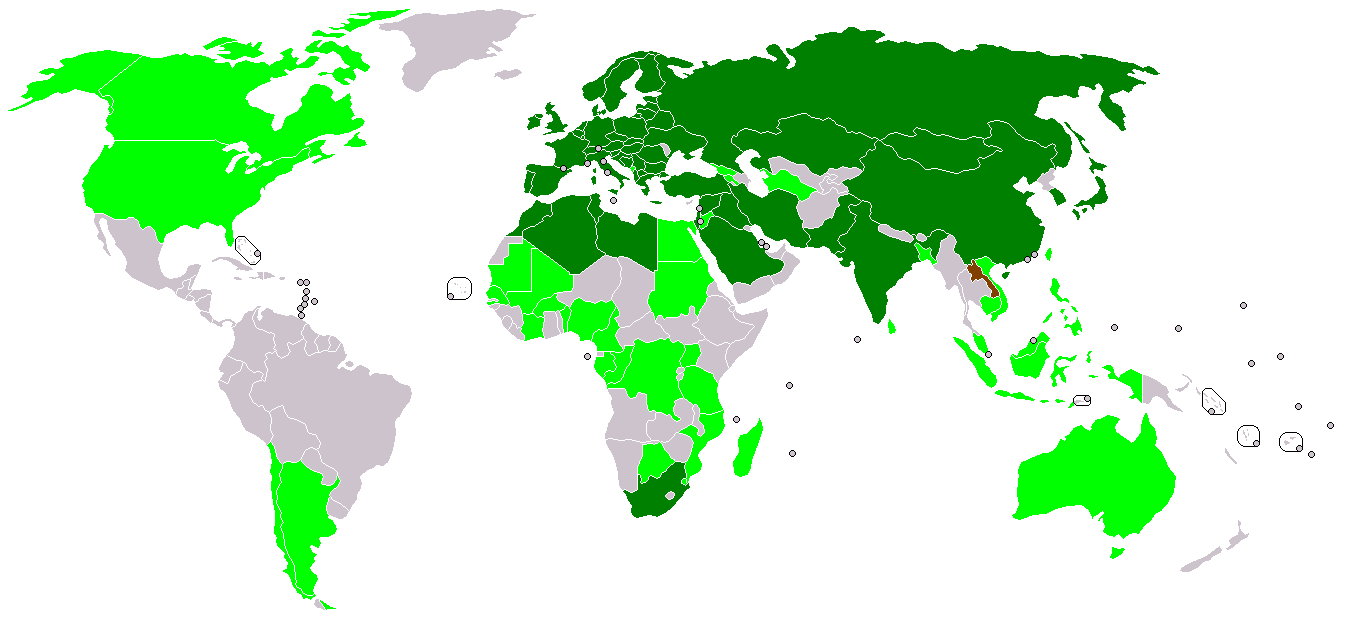
أعضاء الاتحاد الدولي للسكك الحديدية
نشط
مرتبط
تابع

الاتحاد الدولي للسكك الحديدية (بالفرنسية: Union Internationale des Chemins de fer) هي منظمة غير حكومية تمثل صناعة السكك الحديدية. ويضع الاتحاد الدولي للسكك الحديدية وينشر المعايير لقطاعات السكك الحديدية، مثل العربات، ومعدات السكك الحديدية، ومحطات السكك الحديدية. والاتحاد الدولي للسكك الحديدية هو المسؤول عن مذكرات الشحنات عبر السكك الحديدية. وقد طوّر الاتحاد معايير لتبادل المعلومات بين شركات السكك الحديدية، ومشغلي أجهزة السكك الحديدية التي تُسمّى «المواصفات الفنية للتشغيل المتبادل».